# Conflicto del Sahara Occidental
El conflicto del Sahara Occidental por la independencia saharaui es un conflicto en curso entre el pueblo saharaui y el Frente Polisario contra el Reino de Marruecos. El conflicto es la continuación de la insurgencia del Polisario contra las fuerzas españolas en 1973 y 1975 y la posterior guerra del Sahara Occidental entre el Polisario y Marruecos (1975-1991).En 2020 se reanudaron los enfrentamientos armados tras 19 años de alto el fuego.
Actualmente, el conflicto está dominado por campañas civiles desarmadas del Frente Polisario y su autoproclamado Estado, la República Árabe Saharaui Democrática, para obtener la independencia plenamente reconocida del Sahara Occidental.

## Antecedentes

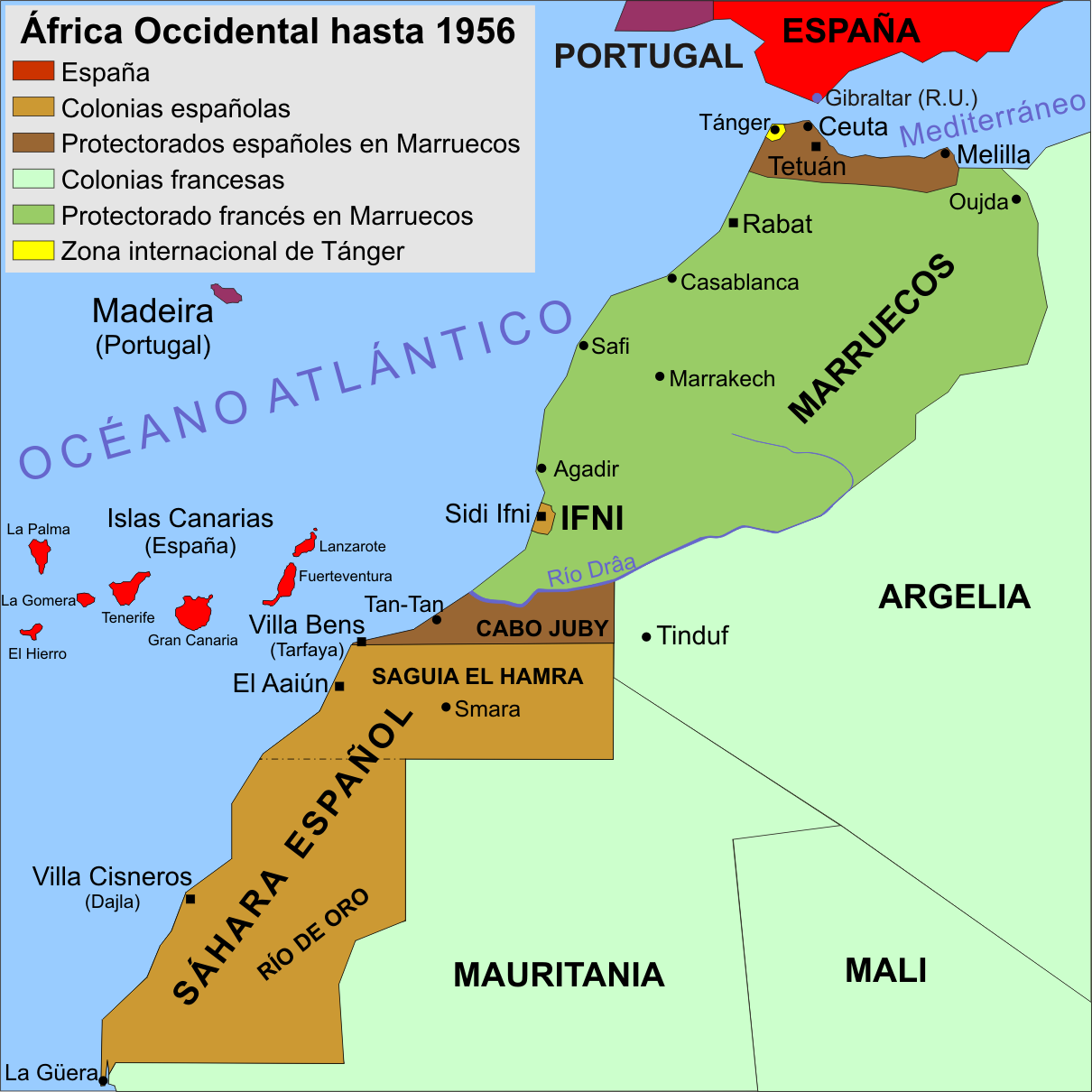
Mapa del antiguo Sahara español (marrón claro) y del Marruecos español (marrón) y Marruecos francés (verde).

En plena Guerra Fría, EE.UU y Francia apoyaron la pretensión de un Sáhara marroquí ya que consideraban que tras la intención española hecha pública de abandonar el territorio la otra opción que se presentaba era un Sáhara títere de Argelia (rival regional de Marruecos y con quien había tenido una guerra la década anterior), que entonces era un país comunista en la órbita soviética. Que Argelia hubiera logrado una salida al océano Atlántico por el Sáhara Occidental hubiera arrinconado a Marruecos y habría producido un cambio geopolítico significativo a favor de Argelia, y por consiguiente del bloque comunista.
El rey marroquí Hassan II inició la conocida como Marcha Verde y el conflicto se intensificó después de la retirada efectiva de España del Sahara español, en cumplimiento de los Acuerdos de Madrid suscritos por España, Marruecos y Mauritania. 

## Guerra del Sahara Occidental 1975-1991
Desde 1975, el Frente Polisario, apoyado por Argelia, libró una guerra de dieciséis años por la independencia contra Mauritania y Marruecos. En febrero de 1976, el Frente Polisario declaró la creación de la República Árabe Saharaui Democrática, que no fue admitida en las Naciones Unidas, pero obtuvo un reconocimiento limitado por parte de otros países.
Después de la anexión del Sahara Occidental por Marruecos y Mauritania en 1976 y la declaración de independencia del Frente Polisario, la ONU abordó el conflicto mediante una resolución que reafirma el derecho del pueblo saharaui a la libre determinación. En 1977, Francia intervino una vez que el conflicto alcanzó su punto máximo, tras el ataque a la población minera mauritana de Zuérate y la toma de rehenes franceses civiles. En 1979, Mauritania se retiró del conflicto y los territorios, lo que llevó a un estancamiento durante la mayor parte de la década de 1980.
Después de varios compromisos, entre 1989 y 1991, se alcanzó un acuerdo de alto al fuego entre el Frente Polisario y el Gobierno marroquí. En ese momento, la mayor parte del Sahara Occidental permanecía bajo control marroquí, mientras que el Polisario controlaría aproximadamente el 20 % del territorio en calidad de la República Árabe Saharaui Democrática, con bolsones de control adicionales en los campamentos de refugiados saharauis a lo largo de la frontera con Argelia. Actualmente, estas fronteras están en gran parte inalteradas.

## Del alto al fuego y el plan de arreglo a 2020

Sahara Occidental
Apoya o valora la propuesta de autonomía de Marruecos
Mantiene relaciones diplomáticas con la República Saharaui o la reconoce
Reconoce la autodeterminación del pueblo saharaui, pero no reconoce a la República Saharaui ni mantiene relaciones diplomáticas con ella
Retiró o congeló el reconocimiento de la República Saharaui sin expresar apoyo a la reivindicación de Marruecos
No ha expresado ninguna posición o ha expresado opiniones contradictorias

A pesar de las múltiples iniciativas de paz durante la década de 1990 y principios de 2000, el conflicto resurgió con la Intifada de la Independencia en 2005; una serie de disturbios, manifestaciones y motines, que estallaron en mayo de 2005, en partes controladas por Marruecos en el Sahara Occidental, y duraron hasta noviembre de ese mismo año.

Muros marroquíes en el territorio del Sahara Occidental, durante la guerra del Sahara Occidental (1975-1991). En amarillo, el territorio bajo control del Frente Polisario.

A finales de 2010, se reanudaron las protestas en el campo de refugiados de Gdeim Izik en el Sahara Occidental. Aunque las protestas fueron inicialmente pacíficas, más tarde se caracterizaron por enfrentamientos entre civiles y fuerzas de seguridad, lo que resultó en docenas de bajas en ambos lados. Otra serie de protestas comenzarían el 26 de febrero de 2011, como reacción al fracaso de la policía para evitar el saqueo antisaharaui en la ciudad de Dajla; estas protestas eran parte de la Primavera Árabe y pronto se extenderían por todo el territorio. Aunque las manifestaciones esporádicas continuaron en gran medida, el movimiento disminuiría hacia mayo de 2011.
Hasta la fecha, gran parte del Sahara Occidental está controlado por el Gobierno marroquí, que lo denomina Provincias Meridionales, mientras que alrededor del 20 % al 25 % del territorio del Sahara Occidental sigue siendo controlado por la República Árabe Saharaui Democrática, un Estado con reconocimiento internacional limitado. La cuestión del reconocimiento mutuo, el establecimiento de un posible Estado saharaui y la gran cantidad de refugiados saharauis desplazados por el conflicto se encuentran entre los principales problemas del proceso de paz.
En enero de 2000 se completó el nuevo censo, pero de nuevo los desacuerdos entre Marruecos y el Frente Polisario impiden la celebración del referéndum. Ese año, Marruecos expresa su intención de negociar con el Frente Polisario la concesión de cierta autonomía al Sahara Occidental, pero cerrando la puerta a cualquier referéndum. En enero de 2003, el enviado especial de la ONU, el antiguo secretario de estado estadounidense, James Baker, se entrevistó con representantes de ambas partes proponiéndoles una programa (Plan Baker III) que incluía una amplia autonomía del Sahara Occidental dentro de Marruecos como fase previa a la celebración de un referéndum sobre el estatus final del territorio en un plazo de cuatro años. Tanto Marruecos como el Polisario rechazaron la propuesta en marzo. No obstante, el Frente Polisario cambió de opinión en julio, aceptando el plan. No así Marruecos, que seguía manteniendo la marroquinidad del Sahara y su rechazo a la opción de la independencia. Para favorecer su aceptación, se aceptó incluir la posibilidad de una amplia autonomía dentro de las opciones del referéndum. El mandato de la MINURSO se prolongó (en la resolución 1570 de 28 de octubre de 2004, el Consejo de Seguridad extendió el mandato de MINURSO hasta el 30 de abril de 2005), pero hasta el momento no se ha llegado a ninguna solución ni, por descontado, a la celebración de ninguna consulta. Mientras tanto, los refugiados saharauis siguen en el desierto argelino, fundamentalmente en los Campos de refugiados de la provincia de Tinduf.
En 2005, los principales núcleos urbanos del Sahara Occidental se convirtieron en el escenario de graves protestas en contra de la ocupación marroquí. El 25 de mayo de 2005, la policía marroquí disolvió la manifestación pacífica en apoyo de la independencia y al Frente Polisario. En noviembre de 2010 la policía marroquí disolvió un campamento de protesta en las afueras de El Aaiún, comenzando después una serie de protestas de la población saharaui en la propia ciudad, con la posterior intervención de las autoridades marroquíes. Marruecos hizo oficial en 2007 un plan de autonomía para el Sáhara. El gobierno español -al igual que otros- rechazó el plan marroquí de autonomía para el Sáhara hasta el año 2022, cuando durante el gobierno de Pedro Sánchez el ministro español de Asuntos Exteriores, José Manuel Albares, dijo que la propuesta de Marruecos de 2007 para ofrecer la autonomía del Sáhara Occidental era la "base más seria, realista y creíble" para poner fin a la disputa de décadas por el vasto territorio". La aceptación de ese plan por el gobierno español se produjo después de que otros como Alemania o Estados Unidos lo aceptaran previamente (en el caso de EE.UU durante el gobierno de Donald Trump, a cambio de que Marruecos reconociera oficialmente a Israel).

## 2020ː enfrentamientos del Sahara Occidental
El 13 de noviembre de 2020, Marruecos invadió Guerguerat (zona del Sáhara Occidental controlada por el Frente Polisario) debido a unos manifestantes saharauis. En respuesta a esto, el Frente Polisario le declararía la guerra a Marruecos horas más tarde. El  19 de marzo de 2022, Estados Unidos siguió validando su apoyo al plan de Marruecos para el Sáhara, el cual venía apoyando política y militarmente a Marruecos desde 1975. En julio de 2024, Francia también tomó la decisión de apoyar el plan de autonomía propuesto por Marruecos para el Sahara.
En septiembre de 2021, Perú y la República Árabe Saharaui Democrática (RASD) restablecen sus relaciones diplomáticas tras 25 años de suspensión.